# Słoń wśród porcelany
Słoń wśród porcelany (właśc. Słoń wśród porcelany. Studia nad nowszą myślą literacką w Polsce) – książka autorstwa Karola Irzykowskiego, która ukazała się w Warszawie w 1934 r., wydana przez Towarzystwo Wydawnicze „Rój”.
Tom zawiera artykuły polemiczne Irzykowskiego, które zostały opublikowane na początku lat 20. XX w. W skład książki wchodzą następujące rozdziały:
- Ścięcie trzech Gorgon (polemika z „programofobią” Skamandrytów, z „plagiatowym charakterem przełomów literackich w Polsce, z „niezrozumialstwem”),
- Dwa F (polemika z polskimi futurystami i z formizmem Leona Chwistka),
- Bziki teatrologów (krytyka „nieistotnych eksperymentów w teatrze”, polemika z Witkacym),
- Przesądy i przesady krytyki (m.in. teksty metakrytyczne),
- Pro domo sua (m.in. obrona własnej książki Walka o treść),
- Dwaj teoretycy (dotyczy światopoglądu Jana Nepomucena Millera oraz twórczości Tadeusza Peipera),
- Jednostka na śledztwie społecznym (m.in. polemika z marksistowskim krytykiem Andrzejem Stawarem oraz z pisarstwem Leona Kruczkowskiego),
- Prawo serca (poświęcone Trenom Jana Kochanowskiego).